# دایجو ساساکی
دایجو ساساکی (انگلیسی: Daiju Sasaki؛ زادهٔ ۱۷ سپتامبر ۱۹۹۹) بازیکن فوتبال اهل ژاپن است.
از باشگاه‌هایی که در آن بازی کرده‌است می‌توان به باشگاه فوتبال پالمیراس اشاره کرد.
وی همچنین در تیم ملی فوتبال زیر ۲۰ سال ژاپن بازی کرده‌است.